# A casa da Mariquinhas
 A casa da Mariquinhas  è un brano musicale in lingua portoghese, composto da Alfredo Marceneiro e João Silva Tavares ed interpretato dallo stesso autore della musica.

## Storia e significato
A Casa da Mariquinhas è un Fado Corrido. Marceneiro, l'autore fu anche il primo interprete del testo di Tavares. Questo brano è stato cantato dai più celebri fadisti e ci sono diverse versioni del testo. C'è una versione di Herminia Silva, celebre fadista del teatro di rivista e la versione di Linhares Barbosa che s’intitola O leilao da Casa da Mariquinhas. Un altro testo è stato scritto da Carlos Conde con il titolo Já Sabem da Mariquinhas ed è del genere Fado Mouraria.

## Le versioni di Amália Rodrigues
Nel 1968 Amália Rodrigues aveva inciso il brano con il titolo Vou Dar de Beber à Dor ("Darò da bere al dolore") nella versione adattata da Alberto Janes. 

### La versione in italiano
Nel 1970 Amália Rodrigues ha inciso anche una versione in italiano di A casa da Mariquinhas con il titolo La casa in via del Campo, inclusa nell'album Amalia in Italia pubblicato nel 1974. Il testo della versione italiana, tradotto da Roberto Arnaldi, differisce notevolmente da quello portoghese. 
La Casa da Mariquinhas era una bordello dell’angiporto di Lisbona in cui si prostituivano gli “effeminati” (Marquinhas si può tradurre in italiano con “femminucce”, “donnicciole”). 
L’autore del testo italiano, Roberto Arnaldi, ha scelto probabilmente il nome via del Campo ispirandosi ai temi della canzone di Fabrizio De André.
Il cantautore Franco Simone ne incise ben due versioni, con arrangiamento più melodico con chitarre distinguendosi dalla versione originale, con il titolo "La casa in via del campo" inclusa nell'album "Paesaggio" del 1978, e "La casa de campo" nella versione spagnola (castellano sudamericano) nell'album "Paisaje" del 1979, nota al pubblico come "Casa de Maria". (Fonte: ‘La casa in via del campo di Franco Simone: un fado portoghese in giro per il mondo‘ 15/09/2011 Liguria2000News).